# Per Håkan Börjesson
Per Håkan Börjesson, född 28 oktober 1954 i Alingsås, är en svensk företagsledare, investerare och författare. Han är grundare, VD samt huvudägare i Investment AB Spiltan. Han är också författare till ett flertal böcker om sparande och investeringar. 

## Biografi

### Utbildning
Per Håkan Börjesson har en civilingenjörsexamen i industriell ekonomi från Tekniska högskolan vid Linköpings universitet och en MBA-examen från Columbia University. Under studietiden i Linköping bildade Börjesson en premiesparklubb tillsammans med studiekamrater som kom att lägga grunden för vad som senare blev Investment AB Spiltan.

### Karriär
Efter avlagd MBA-examen arbetade han i början av 1980-talet med marknadsföring på Ericsson i USA. Efter återkomsten till Sverige var Börjesson verksam som företagskonsult på SIAR i Stockholm för att därefter arbetade med finansfrågor för familjeföretaget Börjessons Bil. Under kronkrisen hösten 1992 väckte han viss uppmärksamhet lokalt när han erbjöd de anställda 300 procent i ränta om de lånade ut pengar till företaget (då räntan annars låg på 500 procent).
Han var 1986 med om att omvandla aktieklubben till ett aktiebolag (Investment AB Spiltan) med Börjesson som bolagets verkställande direktör. I samband med Spiltans nyemission 1997 anställdes Börjesson som VD på heltid, vilket han varit sedan dess. Han har idag flera styrelseuppdrag i bland andra Investment AB Spiltan, Bröderna Börjessons Bil AB, Pepins Group och Spiltan Fonder.

### Författarskap och samhällsdebatt
Per H Börjesson har skrivit ett antal böcker och artiklar om sparande, småföretagande och finansiering. Hans mest sålda bok Så här kan alla svenskar bli miljonärer har getts ut i flera upplagor på bland annat Månpocket och har hittills sålt i drygt 100 000 exemplar. Han har även skrivit Så här får du ett rikt liv som pensionär : sluta pensionsspara! (som också getts ut i Månpocket under namnet Så här blir du miljonär som pensionär). Hans tredje bok Så här blev Warren Buffett världens rikaste person var den första boken på svenska om den amerikanske investeraren Warren Buffett vars investeringsfilosofi inspirerat såväl Investment AB Spiltans som Spiltan Fonders val av investeringar. Sommaren 2017 kom även boken "Så här blir du miljonär i hängmattan" som gavs ut på Sterners förlag. Totala upplagan på böckerna är cirka 400 000 exemplar.
Han har även startat initiativet Sparklubben där över 15 000 medlemmar får information och tips kring sparande och privatekonomi.